# Beatriz Andrade
Beatriz Marques de Andrade – brazylijska zapaśniczka walcząca w stylu wolnym. Wicemistrzyni mistrzostw Ameryki Południowej w 2019. Srebrna medalistka akademickich MŚ w 2018 roku.